# Jack Rayner (Leichtathlet)
Jack Rayner (* 19. Dezember 1995 in Melbourne) ist ein australischer Leichtathlet, der sich auf die Langstreckenläufe spezialisiert hat.

## Sportliche Laufbahn
Jack Rayner nahm 2008 zum ersten Mal bei den Australischen Jugendmeisterschaften teil und belegte im Rennen über 3000 Meter den sechsten Rang. 2013 siegte er im März über 5000 Meter bei den Australischen U20-Meisterschaften. Im Jahr darauf gewann er die Bronzemedaille. Später im Juni 2014 lief er zum ersten Mal einen Halbmarathon und benötigte bei seinem Debüt 1:09:27 h. 2015 gewann er die Silbermedaille im 3000-Meter-Lauf bei den Australischen Meisterschaften. Über 5000 Meter verbesserte er sich auf eine Zeit von 13:48,55 min. Im Frühjahr 2017 trat Rayner bei den Crosslauf-Weltmeisterschaften in Uganda an und belegte im Erwachsenenrennen den 40. Platz. In den Sommermonaten nahm er an mehreren 5000-Meter-Rennen in Europa teil. Anfang Juni siegte er in Nijmegen mit einer neuen Bestleistung von 13:41,35 min. Anfang 2018 belegte er den fünften Platz über diese Strecke bei den nationalen Meisterschaften und wurde im August mit seinem Sieg im Halbmarathon erstmals Australischer Meister. Später im Oktober nahm er in Cardiff im Rahmen der erstmals ausgetragenen Commonwealth-Meisterschaften am Halbmarathon teil und gewann diesen mit persönlicher Bestleistung von 1:01:01 h. Im März 2019 nahm Rayner in Aarhus erneut an den Crosslauf-Weltmeisterschaften teil, diesmal belegte er den 62. Platz. Einen Monat später bestritt er in London erstmals einen Marathon und belegte mit einer Zeit von 2:11:06 h den 13. Platz. Damit erfüllte er die Qualifikation für die Olympischen Sommerspiele in Tokio. Später im Juni gewann er die Silbermedaille im 10.000-Meter-Lauf bei den Ozeanienmeisterschaften in Townsville. Im Oktober war er einer von 40 Tempomachern im Rahmen der Ineos 1:59 Challenge, die den Kenianer Eliud Kipchoge erfolgreich beim Absolvieren eines Marathons unter der Marke von 2 Stunden unterstützten, wenngleich World Athletics die Zeit von 1:59:40,2 h nicht als neuen Weltrekord wertete. Anfang August 2021 trat er bei den Olympischen Spielen an, konnte den Wettkampf allerdings nicht beenden.
2022 stellte Rayner im März mit 27:15,35 min einen neuen Kontinentalrekord Ozeaniens auf. Damit war er für seine erste Teilnahme an den Weltmeisterschaften qualifiziert. Dort landete er schließlich auf dem 19. Platz.
2024 siegte er in 2:11:49 h beim Melbourne-Marathon.

## Wichtige Wettbewerbe
| Jahr                   | Veranstaltung                 | Ort                    | Platz                  | Disziplin              | Zeit                   |
| Startet für Australien | Startet für Australien        | Startet für Australien | Startet für Australien | Startet für Australien | Startet für Australien |
| ---------------------- | ----------------------------- | ---------------------- | ---------------------- | ---------------------- | ---------------------- |
| 2017                   | Crosslauf-Weltmeisterschaften | Kampala                | 40.                    | Erwachsenenrennen      | 30:30 min              |
| 2019                   | Crosslauf-Weltmeisterschaften | Aarhus                 | 62.                    | Erwachsenenrennen      | 34:33 min              |
| 2019                   | Ozeanienmeisterschaften       | Townsville             | 2.                     | 10.000 m               | 29:55,41 min           |
| 2021                   | Olympische Sommerspiele       | Tokio                  |                        | Marathon               | DNF                    |
| 2022                   | Weltmeisterschaften           | Eugene                 | 19.                    | 10.000 m               | 28:24,12 min           |

## Persönliche Bestleistungen
Freiluft
- 3000 m: 7:47,62 min, 30. Juni 2022, Stockholm
- 5000 m: 13:06,00 min, 16. Juni 2022, Oslo
- 10.000 m: 27:15,35 min, 6. März 2022, San Juan Capistrano, (Ozeanienrekord)
- Halbmarathon: 1:01:01 h, 7. Oktober 2018, Cardiff
- Marathon: 2:11:06 h, 28. April 2019, London